# Plantago pusilla
Plantago pusilla är en grobladsväxtart som beskrevs av Nuttall. Plantago pusilla ingår i släktet kämpar, och familjen grobladsväxter. Inga underarter finns listade i Catalogue of Life.